# Gymnoscelis confusata
Gymnoscelis confusata es una especie de polilla de la familia Geometridae. La especie fue descrita por primera vez por Francis Walker habiendo sido descrita en 1897, con distribución en Asia. 

## Descripción
Es una polilla de color marrón grisáceo con palpos cortos y antenas cortas. El abdomen a penas y se extiende más allá de las alas posteriores. Las alas son amlpias y manchadas de puntos marrones. El ala trasera tiene un punto blanquecino en su borde exterior. Las alas anteriores son agudas con su costa levemente convexa.